# Reichsgut
Als Reichsgut bezeichnet man seit dem Mittelalter die Güter, Immobilien, Ländereien, die finanziellen und damit verbundenen hoheitlichen Rechte, die als Krongut an das Amt des römisch-deutschen Wahlkönigs oder Kaisers, also nicht an seine Person oder Familie (Hausgut) gebunden waren. Mit dem Tod des jeweiligen Königs fielen sie folglich nicht an dessen Privaterben, sondern an seinen Nachfolger im Amt. 
Mit dem aus dem karolingischen Erbe stammenden Grundbesitz des Reiches sollte der Unterhalt des königlichen Hofes durch Natural- und Geldabgaben bestritten werden. Das Reichsgut wurde entweder direkt von der königlichen Kammer verwaltet oder wurde als Reichslehen oder Reichskirchengut vergeben oder verpachtet. Eigengut (Hausgut) des jeweiligen Herrscherhauses und Reichsgut wurden spätestens seit dem 11. Jhd. getrennt verwaltet.

## Geschichte
Im ostfränkischen und dem daraus später entstandenen römisch-deutschen bzw. Heiligen Römischen Reich bildeten die nicht verlehnten merowingischen und karolingischen Güter das Hausgut der Könige und damit den Grundstock des späteren Reichsguts. Dieses bestand aus den Königspfalzen und nachfolgend den Reichsburgen, zugehörigen landwirtschaftlichen Nutzflächen und Krondomänen, den ausgedehnten Reichswäldern, und im weiteren Sinne auch den unmittelbar dem König unterstellten Reichsstädten, Reichsrittern und Reichsabteien, die zu Königsdienst, Heeresfolge und Reichssteuern verpflichtet waren.
Durch die Dynastiewechsel, zuerst von Merowingern auf Karolinger, dann zu den Ottonen und nachfolgend den Saliern, wurden nicht nur die Reichslehen bzw. Fahnlehen gemäß der Lex Salica durch Erlöschen des Mannesstammes der alten Dynastie als an das Reichsoberhaupt als Lehnsherrn heimgefallen betrachtet, sondern – vor allem seit Konrad II., dem ersten Salier – auch die bisherigen allodialen Hausgüter der alten, abgestorbenen Dynastien durch die neuen Wahlkönige wie Reichsgüter behandelt.
Als jedoch 1125 mit Lothar von Supplingenburg ein neuer König gewählt wurde, der keine erbliche Verbindung zur bisherigen Dynastie aufwies, ergaben sich Konflikte, da die Staufer zwar die Privaterben der Salier, nicht aber die Erben des Reichsgutes wurden. Sie akzeptierten zwar notgedrungen diese Wahl, nicht jedoch, dass Lothar alte salische Hausgüter unter dem Vorwand, diese seien nun Reichsgüter geworden, nicht an die Staufer als direkte Erben der Salier herausgeben wollte. Daraus ergab sich hauptsächlich das Gegenkönigtum Konrads III. von 1128 bis 1134. Die Klärung des Problems wurde dadurch erschwert, dass die Staufer als Verwandte und Anhänger der Salier von diesen sowohl Reichs- als auch Hausgüter gemeinsam als Lehen zur Verwaltung erhalten hatten, wodurch diese schwer zu trennen waren.
Damals vollzog sich die Territorialisierung, worunter verstanden wird, dass die Verwaltung von Besitztümern und Rechten unabhängig von ihrer Herkunft in gemeinsamen Verwaltungsbezirken (meist Amt genannt) zusammengefasst wurde. Das galt auch im staufischen Machtbereich für die Verwaltung von Reichsgütern und salischen oder staufischen Hausgütern. Insbesondere in Schwaben wurden diese in sogenannten Landgrafschaften und Landvogteien zusammengefasst. Als mit Konrad IV. 1254 der letzte Staufer auf dem deutschen Thron starb, kam es während des Interregnums zu Streitigkeiten nicht nur um die Krone des Heiligen Römischen Reiches, sondern auch um die Reichsgüter.
Insbesondere in Schwaben gab es deshalb keinen eindeutigen Herrscher. Als zum Beispiel Konradin, der Sohn König Konrads IV., sich darum bemühte, als Herzog von Schwaben anerkannt zu werden, erhielt er von Richard von Cornwall zur Antwort, das Herzogtum Schwaben mitsamt seinen Rechten und Besitztümern sei schon lange dem Reich inkorporiert. Auch wegen dieser abschlägigen Antwort begann Konradin 1267 seinen Zug nach Italien und Sizilien, um dort das Erbe seines Vaters anzutreten, womit er bald zugrunde ging. Als Rudolf I. von Habsburg 1273 den Thron bestieg, versuchte er zwar, die alten staufischen Haus- und Reichsgüter für das Reich zurückzugewinnen. Er war jedoch bald gezwungen, Zugeständnisse bei der Unabhängigkeit der Reichsstädte und gegenüber den Fürsten zu machen, die die alten Reichsgüter die letzten 20 Jahre verwaltet hatten. Erschwert wurde diese sogenannte Revindikationspolitik Rudolfs dadurch, dass kein allgemeines Verzeichnis über das Reichsgut existierte. Schon bald darauf, ab 1303, wurde vom habsburgischen Nachfolgekönig Albrecht I. zur Beendung dieses Versäumnisses das Habsburger Urbar angelegt.
Im Spätmittelalter wurde immer wieder Reichsgut von den Königen aufgrund von deren Finanznot vor allem an diverse Landesherren verpfändet (Reichspfandschaft) und ging somit meistens dem Reich verloren, da der Rückkauf aufgrund hoher Auslösekosten oft problematisch war. Karl IV., der sich anfangs noch um die Rückforderung von Reichsgut bemüht hatte, veräußerte dieses in den 70er Jahren des 14. Jahrhunderts systematisch. Ziel war zum einen die Durchsetzung seiner politischen Ziele (Erwerb der Mark Brandenburg und Wahl seines Sohnes Wenzel zum römisch-deutschen König), zum anderen aber sollte so sichergestellt werden, dass zukünftige Könige sich vor allem auf ihr Hausgut stützen mussten, womit die Luxemburger eine starke Machtstellung haben würden (was zwar bei ihnen nicht nachhaltig eintrat, wohl aber bei ihren Erben, den Habsburgern). Letztendlich führte diese Politik aber dazu, dass die späteren Könige immer weniger Eingriffsmöglichkeiten in bestimmten Regionen des Reiches hatten, in denen frühere Könige größeren Einfluss ausgeübt hatten (sogenannte „Königslandschaften“), was in direkter Folge die Macht des Königtums weiter einschränkte.